# Aeroportul Karup
Aeroportul Karup (IATA: KRP, ICAO: EKKA) este un aeroport din Comuna Viborg, Regiunea Midtjylland, Danemarca ce deservește zona Midtjylland⁠(d). Aeroportul a fost tranzitat în 2022 de 35.804 pasageri. A fost deschis în 9 august 1940 și numit după zona deservită.
Situat la o altitudine de 51 m, aeroportul dispune de 4 piste.

## Infrastructură

### Piste
Aeroportul dispune de 4 piste: 
- pista 09L/27R din asfalt, cu dimensiunile 3.048 m × 23 m
- pista 09R/27L din asfalt, cu dimensiunile 2.933 m × 45 m
- pista 03/21 din asfalt, cu dimensiunile 940 m × 18 m
- pista 14/32 din asfalt, cu dimensiunile 782 m × 23 m